# Silbertal
Silbertal település Ausztria legnyugatibb tartományának, Vorarlbergnek a Bludenzi járásában található. Területe 88,61 km², lakosainak száma 831 fő, népsűrűsége pedig 9,4 fő/km² (2014. január 1-jén). A település 889 méteres tengerszint feletti magasságban helyezkedik el.
A település részei:
- Silbertal, Innertallal és Außertallal
- Kristberg, Innerkristberggel és Außerkristberggel
- Buchen,  Unterbuchennal, Oberbuchennal und Innerbuchennal.
- Ganlätsch, Höfle és Schöffel,
- Fellimännle,  Im Ree-vel

A település havasi tanyái (Almen):  Alpguesalpe, Fanesklaaalpe, Fresch (Untere Alpe Fresch), Giesela, Gretsch, Kapell (Innerkapell), Käfera, Muttalpe, Untere és Obere Dürrwaldalpe, Untere és Obere Gafluna, Untere és Obere Wasserstube, Platina, Putzkammer, Rona, Stöfel és (Neue) Reutlinger Hütte.

## Fordítás
- Ez a szócikk részben vagy egészben  a   Silbertal című angol Wikipédia-szócikk ezen változatának fordításán alapul.  Az eredeti cikk szerkesztőit annak laptörténete sorolja fel. Ez a jelzés csupán a megfogalmazás eredetét és a szerzői jogokat jelzi, nem szolgál a cikkben szereplő információk forrásmegjelöléseként.